# 松廳
松廳（宋美齡黃山住所）位於重慶市南岸區黃山，文物遺址年代為1938--1945年，1987年1月23日列為重慶市第二批市級文物保護單位初定名單。1992年3月19日列為重慶市第二批市級文物保護單位。 2000年9月7日列為第一批重慶市文物保護單位。2013年3月5日列為第七批全國重點文物保護單位。